# Husztót
Husztót is een plaats (község) en gemeente in het Hongaarse comitaat Baranya. Husztót telt 65 inwoners (2001).